# Diana, Cupìdo e il Commendatore
Diana, Cupìdo e il Commendatore è un romanzo di Bianca Pitzorno, pubblicato nel 1994.

## Trama
Anni cinquanta a Lossai, in Sardegna. Diana Serra, undici anni e orfana di padre, conduce un'esistenza tranquilla e agiata con la madre Astrid, donna mondana, raffinata e snob, la bellissima sorellina Zelia, il patrigno Manfredi, la domestica Gavinuccia e la cuoca Aurelia. È appassionata di film d'avventura e western e ha una migliore amica di nome Teresa. Un giorno Astrid trova la cassaforte vuota. Poco dopo, Manfredi spedisce loro una lettera, in cui spiega che ha venduto tutti i loro averi e perciò dovranno abbandonare il loro appartamento di Lossai entro la fine del mese.
Disperata, Astrid decide di mandare Diana a Serrata dal Commendatore Giuliano Serra, il ricco nonno paterno, a chiedergli qualche soldo per sopravvivere a Lossai. Il Commendatore risponde che Astrid potrà anche raggiungere Manfredi, ma le bambine dovranno andare ad abitare con lui a Serrata. Astrid si vede costretta ad accettare. Diana non riesce a salutare Teresa prima di partire, per questo comincia a scriverle delle lettere per spiegarle i cambiamenti improvvisi nella sua vita e per mantenere i contatti con lei. A Serrata vivono in una casa molto spaziosa con tre appartamenti: uno per i suoi zii Tullio e Ofelia e la loro figlia Silvana, uno per la zia Liliana e uno per loro e per il Commendatore.
Il primo giorno di scuola a Serrata per Diana va piuttosto bene: i compagni non criticano il suo aspetto (soprattutto le sue lunghe trecce e gli occhiali, che a lei davano moltissimo fastidio), però deve sedersi vicino ad un maschio perché era l'ultimo posto disponibile. Si fa anche delle amiche: Prisca (che le dice che la professoressa di Lettere, "se ti prende storta dall'inizio, dopo non puoi più farci niente") Elisa e Rosalba; fa anche conoscenza con Sveva Lopez, la figlia di un'amica di sua mamma, molto antipatica e presuntuosa.
Inoltre, Diana e Zelia conoscono la cugina Silvana, che le odia e che vorrebbe che loro tornassero a Lossai; è anche fidanzata con un certo Piercasimiro e stava ripetendo per la seconda volta l'ultimo anno delle Scuole Magistrali. Sempre il primo giorno di scuola, Diana trova una busta sul suo comodino con dentro una tessera per entrare gratis assieme ad un accompagnatore nei cinema del paese (probabilmente perché il Commendatore è il proprietario di tutti i cinema di Serrata).
Intanto, il Commendatore si sente male a casa di una povera sarta del teatro, cosa che insospettisce la mamma e gli zii di Diana. Qualche tempo dopo, a Diana si presenta una grande occasione: la mamma le comunica che può tagliarsi i capelli corti. Poco dopo Diana va al cinema con Elisa e vide un film western con protagonista un nativo americano, Cocise, del quale Diana si innamora. Siccome Cocise ha i capelli lunghi, Diana decide di non tagliarseli e prova a portarli sciolti, ma sono troppo lunghi; di conseguenza decide di farseli spuntare leggermente da Rosalba, che però glieli taglia tutti storti. La mamma allora la manda dal parrucchiere a farli sistemare, ma il parrucchiere glieli taglia cortissimi. Diana si vede bruttissima, allora decide di scappare di casa e di nascondersi nel garage della casa della sua amica Prisca. Qualche ora dopo il Commendatore scova il suo nascondiglio, la porta con sé dietro le quinte del teatro di Serrata (di cui era il proprietario) da una certa signora Ninetta, che le fa indossare una parrucca con tantissimi ciuffi rossi. Quando torna a casa, Astrid si infuria e proclama persino di voler fare causa al parrucchiere, finché il nonno svela lo scherzo, sollevando la parrucca dalla testa di Diana. Astrid rimprovera Diana, contrariata dal fatto che la figlia si stia schierando dalla parte del Commendatore. Il giorno dopo a tavola il Commendatore rivela l'intenzione di sposare la signora Ninetta, quella sarta da cui si era sentito male. Astrid, non tollerando l'idea che il suocero si sposi con una donna di bassa estrazione sociale, vieta alle figlie di farne parola in giro.
Successivamente Diana, mentre cerca un bottone di ricambio per il suo cappotto, trova delle lettere. Ne apre una e vede che la scrittura è quella di Manfredi, ma non riesce a leggerne il contenuto: pensa che la mamma abbia perdonato Manfredi per aver rubato tutti i loro beni.
Qualche settimana dopo, mentre sta facendo i compiti con la sua amica Prisca, Diana è sorpresa da un gran baccano: il pianto di Zelia, le urla del nonno, la voce di Astrid che sprona degli uomini a immobilizzarlo... Subito dopo accorre Zelia, che racconta ciò che ha visto: alcuni infermieri sono arrivati a casa per portare il Commendatore al manicomio, avvolto in una camicia di forza. Diana, Zelia e Prisca, sconvolte dall'evento, studiano un piano per liberare il Commendatore. Provano a chiedere aiuto al papà e al nonno di Prisca, avvocati, i quali però rispondono che non possono cercare informazioni su di lui perché sarebbe una gravissima scorrettezza professionale. Astrid spiega alle figlie che il Commendatore è all'Oliveto (il manicomio di Serrata) perché non è possibile somministrargli determinate cure a casa; Diana scopre che i suoi zii raccontano ai dottori e ai loro amici che il Commendatore non si lavava, convinto che il sapone gli facesse irrancidire il sangue, che sotterrava i soldi e li annaffiava per farli crescere, che credeva che casa sua fosse piena di microfoni perché i russi lo stavano spiando, che parlava da solo, spostava i mobili di notte cantando a squarciagola e altro. Della sua malattia sa tutta Serrata, infatti Diana li sente anche a scuola dalle sue compagne davanti alle quali nega tutto per la vergogna.
Qualche tempo dopo, Zelia va al manicomio con Gavinuccia e lascia Peppo, la sua scimmia di peluches, al Commendatore. Però Peppo le manca; allora Forica le dice che c'è uno scimmiotto identico a Peppo che era di Silvana; si dirigono quindi verso l'armadio in cui Forica dice che c'era un “sosia” di Peppo e lo trovano. Zelia però, per sbaglio, tira giù anche un libro impolverato pieno di segnalibri. Zelia ne legge il titolo, da cui si evince che il libro parla della demenza senile: apre il libro ad un segnalibro qualsiasi e legge una delle tante azioni attribuite al Commendatore e alla sua demenza senile, quindi corre a riferire il tutto a Diana, che ne parla anche a Prisca, Elisa e Rosalba.
Leopoldo, lo zio di Elisa, le fa vedere le foto del matrimonio di un suo parente a cui era invitato anche il dottor Salomoni, che ha in cura il Commendatore. In una di queste c'è Salomoni addormentato sotto ad un orologio che segna le sei meno un quarto. Elisa ricorda che un suo amico le aveva detto che la diagnosi della demenza senile del Commendatore era stata scritta alle quattro e mezzo, come diceva l'orario sulla carta. Lei comunica tutto allo zio Leopoldo, che ne parla con il primario dell'Oliveto, il quale libera il Commendatore dal manicomio.
Tornato a casa, il Commendatore disereda tutti tranne Ninetta, Diana e Zelia e dice agli altri che devono andarsene da casa sua. Allora Astrid, la mamma di Diana e Zelia, dice che lei si trasferirà a Buenos Aires con Manfredi, cosa di cui lei avevano parlato nelle loro lettere. Le bambine invece dovranno restare a Serrata ancora per un po' per finire l'anno scolastico e per imparare lo spagnolo per la scuola argentina, oppure potranno rimanere a Serrata. Dopo il viaggio di nozze del Commendatore e di Ninetta, Astrid parte alla volta dell'Argentina e lascia le figlie in mano ai novelli sposi.